# Taxi (film 1998)
Taxi – francuski film komediowy z 1998 roku w reżyserii Gérarda Pirèsa. Zapoczątkował on całą serię komedii akcji, na którą do roku 2007 złożyły się cztery tytuły; saga ta uznawana jest za jedną z najbardziej dochodowych francuskich serii filmowych.
W 2004 roku zrealizowano amerykański remake filmu – New York Taxi.

## Fabuła
Daniel Morales (Samy Naceri), marsylski rozwoziciel pizzy, postanawia zostać taksówkarzem. Jego samochodem jest biały, mocno podrasowany Peugeot 406, osiągający prędkość ponad 300 km/h. Wykorzystuje możliwości tego samochodu oraz swoje umiejętności w sytuacjach, gdy klienci bardzo się spieszą i są gotowi zapłacić więcej. Policjanci, próbujący go zatrzymać, są bezradni.
Pewnego dnia klientem Daniela staje się Émilien Coutant-Kerbalec (Frédéric Diefenthal), fajtłapowaty policjant, wstydzący się swojej profesji. Podczas kursu kłócą się na temat policji i taksówkarzy. Daniel, nie będąc świadom prawdziwego zawodu Émiliena, rozpędza samochód do prędkości 190 km/h na odcinku, gdzie obowiązuje ograniczenie do 50 km/h. Émilien zatrzymuje go, po czym wpada na pomysł, że odda Danielowi prawo jazdy, jeżeli ten wykorzysta swoją znajomość motoryzacji i umiejętności prowadzenia samochodu do pomocy w ujęciu gangu "Mercedes". Schwytanie grupy niemieckich rabusiów, którzy poruszają się czerwonymi mercedesami W124 500E o mocy 326 KM i w brawurowy sposób okradają banki, jest marzeniem komisarza Giberta (Bernard Farcy), przełożonego Émiliena. Émilien ma nadzieję, że sukces pozwoli mu zyskać w oczach komisarza oraz atrakcyjnej współpracowniczki Petry (Emma Sjöberg).

## Obsada
- Samy Naceri – Daniel Morales
- Frédéric Diefenthal – Émilien Coutant-Kerbalec
- Marion Cotillard – Lilly Bertineau
- Emma Sjöberg – Petra
- Bernard Farcy – komisarz Gibert